# Sol (coloide)
Un sol es una suspensión coloidal hecha de partículas sólidas muy pequeñas en un medio líquido continuo. Los soles son bastante estables y muestran el efecto Tyndall. Los ejemplos incluyen sangre, tinta pigmentada, fluidos celulares, pintura, antiácidos y barro.
Los soles artificiales se pueden preparar mediante dispersión o condensación. Las técnicas de dispersión incluyen el triturado de sólidos a dimensiones coloidales mediante molienda de bolas y el método de arco de Bredig. La estabilidad de los soles se puede mantener usando agentes dispersantes.
Los soles se utilizan comúnmente como parte del proceso sol-gel.
Un sol generalmente tiene un líquido como medio de dispersión y un sólido como fase dispersa.
Propiedades de un coloide (aplicable a soles)
- Mezcla heterogénea
- El tamaño del coloide varía de 1 nm a 100 nm
- Muestran el efecto Tyndall
- Son bastante estables y, por lo tanto, no se estabilizan cuando no se les molesta